# Psalistops crassimanus
Psalistops crassimanus är en spindelart som beskrevs av Cândido Firmino de Mello-Leitão 1923. 
Psalistops crassimanus ingår i släktet Psalistops och familjen Barychelidae. Inga underarter finns listade i Catalogue of Life.